# The Mike Oldfield EP
„The Mike Oldfield EP“ je třetí EP britského multiinstrumentalisty Mika Oldfielda. Vydáno bylo v létě 1982 (viz 1982 v hudbě).
„The Mike Oldfield EP“ bylo vydáno na dvanáctipalcové gramofonové desce a jde o kompilaci dvou Oldfieldových singů „Family Man“ a „Mistake“. Tuto desku právě tvoří oba kompletní, již zmíněné singly (včetně B stran, tedy celkem 4 skladby). EP bylo určeno pro německý trh.

## Seznam skladeb
1. „Mistake“ (Oldfield) – 2:55
2. „Waldberg (The Peak)“ (Oldfield) – 3:24
3. „Family Man“ (Oldfield/Cross/Fenn/Frye/Reillyová/Pert) – 3:45
4. „Mount Teidi“ (Oldfield) – 4:10